# Pierrefontaine-les-Varans
Pierrefontaine-les-Varans é uma comuna francesa na região administrativa de Borgonha-Franco-Condado, no departamento de Doubs. Estende-se por uma área de 28,9 km². Em 2010 a comuna tinha 1 448 habitantes (densidade: 50,1 hab./km²).